# Gerhard Köbler
Gerhard Köbler (* 20. April 1939 in Fürth) ist ein deutscher Rechtswissenschaftler, Rechtslinguist sowie Professor für deutsche Rechtsgeschichte, Bürgerliches Recht und Handelsrecht.

## Leben
Gerhard Köbler wurde als Sohn eines Angestellten geboren und wuchs in Fürth auf. Ab 1958 studierte er
Rechtswissenschaft, Wirtschaftswissenschaft und Sozialwissenschaft an den Universitäten Erlangen und Göttingen. 1962 legte er in Celle die erste juristische Staatsprüfung ab. Am 29. Juli 1964 wurde er an der Universität Göttingen bei Karl Kroeschell mit der Arbeit „Civis und Ius civile im deutschen Frühmittelalter“ promoviert. 1967 folgte die zweite juristische Staatsprüfung in München.
Am 6. Februar 1969 habilitierte sich Köbler an der Universität Göttingen bei Karl Kroeschell mit der Arbeit „Das Recht im frühen Mittelalter“. Zum 1. Juni 1970 trat er an der Universität Göttingen eine Stelle als Dozent an und übte Lehrtätigkeiten an den Universitäten Marburg, Hamburg, FU Berlin und TU Berlin aus. Zum 4. Mai 1972 wurde er als Professor an die Universität Göttingen, zum 25. September 1975 an die Universität Gießen und zum 1. März 1986 an die Universität Innsbruck berufen.
Gerhard Köbler war von 2000 bis 2012 Mitherausgeber der Zeitschrift für Rechtsgeschichte. Seine Forschungsschwerpunkte sind die Rechts- und Sprachgeschichte. Unter anderem veröffentlichte er 15 Rechtswörterbücher (Rechtsenglisch, Rechtsfranzösisch, Rechtsitalienisch, Rechtsspanisch, Rechtspolnisch, Rechtsrussisch, Rechtstürkisch, Rechtschinesisch, Rechtstschechisch, Rechtsungarisch, Rechtsfinnisch, Rechtsgriechisch, Rechtsrumänisch, Rechtsbulgarisch, Rechtsportugiesisch). Die deutsche Version seines Rechtswörterbuchs hat Eingang gefunden in das juristische Sprachpaket Jurdict, das die Rechtschreibprüfung in Textverarbeitungsprogrammen um rechtswissenschaftliche Fachbegriffe erweitert. Große Beachtung fand auch das von Köbler herausgegebene (2019 in 8. Auflage erschienene) Historische Lexikon der deutschen Länder. Zudem veröffentlichte er in der Reihe Arbeiten zur Rechts- und Sprachwissenschaft 1980 ein erstmals in Gießen erschienenes Germanisches Wörterbuch.
Köbler gibt seit 2010 die elektronisch erscheinende Zeitschrift für integrative europäische Rechtsgeschichte heraus.
Sein Antrag auf Zuerkennung der besonderen Dienstalterszulage für Universitätsprofessoren, die von österreichischen Stellen abgelehnt wurde, führte zu einem Rechtsstreit mit der Republik Österreich und führte schließlich 2003 zur Köbler-Entscheidung des Europäischen Gerichtshofes.

## Veröffentlichungen (Auswahl)
- Civis und Ius civile im deutschen Frühmittelalter. Jur. Diss., Göttingen 1964.
- Das Recht im frühen Mittelalter. Untersuchungen zu Herkunft und Inhalt frühmittelalterlicher Rechtsbegriffe im deutschen Sprachgebiet (= Forschungen zur deutschen Rechtsgeschichte. Bd. 7). Böhlau, Köln/Wien 1971, ISBN 3-412-06471-8 (Zugleich: Habil.-Schrift, Universität Göttingen, 1969).
- Verzeichnis der Übersetzungsgleichungen der kleineren altsächsischen Sprachdenkmäler. Musterschmidt, Göttingen, Zürich, Frankfurt/Main 1970.
- Proto-Germanisches Wörterbuch, 5. Auflage, 2014 (archivierter Link).
- Germanisches Wörterbuch (= Arbeiten zur Rechts- und Sprachwissenschaft. Bd. 12). Arbeiten-zur-Rechts-und-Sprachwissenschaft-Verlag, Gießen/Lahn 1980, ISBN 3-88430-029-6, online.
- Etymologisches Rechtswörterbuch. Mohr, Tübingen 1995, ISBN 3-16-146420-6.
- Historisches Lexikon der deutschen Länder. Die deutschen Territorien vom Mittelalter bis zur Gegenwart. 7., vollständig überarbeitete Auflage. C.H. Beck, München 2007, ISBN 978-3-406-54986-1 (eingeschränkte Vorschau in der Google-Buchsuche).
- Historische Enzyklopädie der Länder der Deutschen. 8. Auflage, 2014 (PDF; 6,13 MB).
- Juristisches Wörterbuch. Für Studium und Ausbildung. Verlag Franz Vahlen, 18. Auflage, München 2022, ISBN 978-3-8006-6861-8.